# Pesem o Rolandu
Pesem o Rolandu (francosko Chanson de Roland) je francoski srednjeveški junaški ep.
Pesem o Rolandu je francoski nacionalni ep. Obsega okoli 4.000 desetercev z asonancami in je najstarejši del chansons de geste. Verjetno je nastal okoli leta 1100. Najstarejši rokopis hranijo v angleškem Oxfordu.

## Vsebina
Ep temelji na zgodovinskih dogodkih iz leta 778, ko so med vračanjem čet Karla Velikega iz Španije zadnjo stražo pod Rolandovim poveljstvom napadli roparski krščanski Baski. Ta snov je predelana v duhu prve križarske vojne (1095 - 1099) zoper Saracene, zato so na mesto Baskov stopili muslimanski Saraceni (oz. Mavri), ki so s pomočjo izdajalca Ganelona obkolili Rolandovo četo v dolini Roncevaux. To snov obdeluje ep v treh delih.
V prvem se spreta Ganelon in Roland, Ganelon pa s pomočjo saracenskega kralja Marsila zasnuje maščevanje. Na poti domov Karel dobi ponudbo saracenskega kralja Marsila iz Zaragoze, ki mu obljubi, da se želi spreobrniti iz pogana v kristjana. Karel ponudbo sprejme in v Zaragozo pošlje grofa Ganelona, ki ob stiku z Marsilom izkoristi priložnost, da se maščuje svojemu posinovljencu Rolandu.
V drugem delu Saraceni zajamejo in pokončajo Rolanda in njegovo četo. Ganelon s Saraceni organizira zasedo pri zadnji straži Karla Velikega, ki ji poveljuje Roland, v njej pa sta še njegov prijatelj Oliver in škof Turpin. Saraceni napadejo prvi in Roland je preponosen, da bi zatrobil na svoj bojni rog Oliphant, kakor mu je naročil sam Karel, v primeru, če bi naleteli na kakršno koli oviro in bi potreboval pomoč. Franki se borijo herojsko, vendar so številčno prešibki. Ko prizadeti in žalostni Roland vidi, da je njegov prijatelj Oliver ranjen in da mu ni več pomoči, se poniža in nazadnje zatrobi, a za njegovo vojsko in zanj je že prepozno. Karel se s preostalo vojsko vrne na pomoč, spozna, da je Ganelon izdal svoje ljudstvo, in ga zato kaznuje. Preden Roland umre, skuša neuspešno zlomiti svoj nadnaravni meč Durandal, da ne bi prišel v roke poganom. Pade na tla z glavo obrnjen proti Španiji in se spominja, koliko dežel je pomagal Karlu osvojiti, nazadnje pomisli še na rodno Francijo in umre. Sveti Gabriel njegovo dušo odnese v raj.
V tretjem pa se Karel Veliki maščuje nad Saraceni. Iz jeze uniči Mavre ter premaga emirja Baliganta, ki je okrepil Saracene, s temi bitkami pa maščuje smrt nečaka Rolanda. Ko se Karel vrne iz Roncevauxa, je Ganelon postavljen pred sodišče in usmrčen. Aude, Rolandova ljubezen pa od žalosti umre, ko izve da se Roland ne bo nikoli več vrnil domov.

## Struktura in idejni vplivi
Celoten ep je postavljen na nasprotje med krščanskimi Francozi in izdajalskimi pogani. Zaris dogajanja in junakov je preprost, vendar napisan v veliki razsežnosti in lepem videzu. Kompozicija ni organska kot v homerskih pesnitvah, ampak idejno perspektivna, namesto usode odloča o vsem volja krščanskih junakov, nadnaravne sile po v dogajanje posegajo samo izjemoma.

### Struktura
Pesem o Rolandu obsega okoli 4000 desetercev z asonancami in je najstarejši del chansons de geste.
Pesem o Rolandu je francoski narodni ep, izvorno spisan v stari francoščini. Ep spada med t. i. velike literarne zvrsti, saj gre za eno najpomembnejših in tudi najobsežnejših pripovednih zvrsti v verzih. Avtorji večine epov so neznani. Ep snov navadno zajema iz zgodovine, mitologije, junaških dejanj. Junaki so postavljeni v različna dogajanja, povezana z družbo in njeno usodo, skupnostjo, ki ji pripadajo ipd. Njihovo zasebno življenje je navadno potisnjeno v ozadje. Tematsko se epi delijo na mitološke, zgodovinske, verske, junaške itd. Pesem o Rolandu uvrščamo med junaške epe.
Francoska književnost se začne v 11. stoletju z duhovnimi verznimi pripovedmi. Njen biser, »Pesem o Alešu« (okrog 1050), je dobro premišljena kompozicija učenega pesniškega umetnika, ki je poznal retorična sredstva in je bral Vergilija. Kot nova zvrst je nato v ospredje stopil nacionalni junaški ep, ki ga slavno začenja Pesem o Rolandu (okrog 1100). Njeni slogovni elementi pričajo o poznavanju Vergilija, poznoantične eksegeze Vergilija in srednjeveške kleriške izobrazbe.
Srednjeveški ep v ljudskem jeziku nadaljuje slogovno tradicijo latinskega epa. Celo v Epu o Rolandu, ki se po visoki naravnanosti in tragični veličini tako nenavadno razlikuje od drugih najstarejših francoskih junaških epov, naletimo na prizore, ki se nikakor ne prilegajo k »vzvišenemu slogu«, temveč segajo v območje ludicra. Če se srednjeveška, najstarejša francoska in najstarejša španska epika med seboj ujemajo, potem lahko sklepamo, da je komični nadih od nekdaj sodil k sestoju srednjeveškega epa in ga niso vnesli šele skvarjeni potujoči pevci .

### Idejni vplivi
Pristni zgodovinski motivi za Karlov pohod v Španijo in za vse ostalo dogajanje sploh se poplemenitijo in preinterpretirajo, v smislu boja med dobrim in zlim, med kristjani in Saraceni (verniki in neverniki), med Thierryjem in Pinabelom (zastopnikom Boga-kralja-dobrega in zastopnikom izdajalca-zla). Šibki Thierry v t. i. sodnem dvoboju zmaga le zato, ker mu neposredno pomaga Bog 
Roland in Ganelon predstavljata dva različna in celo nespravljivo nasprotna si človeška tipa, od katerih prvi pooseblja junaštvo, drugi pa ravnanje zdrave pameti, in to v trenutkih, v katerih se na skrivnosten način povzema celotno človeško življenje. Jabolko spora je poslanstvo pri kralju Marsilu, ki naj bi ga opravil Ganelon in za katerega ga je določil Roland. Takrat je Karel Veliki ravno premleval med mirom in vojno s pogani. Roland je zahteval, da se vojna nadaljuje do zmage; nasprotoval mu je Ganelon.
Roland je, za razliko od svojih tovarišev, ideal za 12. stoletje, saj je usmerjen naravnost k svojemu poslednjemu cilju za katerega je pripravljen dati tudi svoje življenje. Kasneje Ganelon zavrže osvajalski ideal in ga nadomesti z osebnim interesom. Od poganov je sprejemal materialne dobrine, te pa so simbolizirale njegov moralni propad. To je Rolanda razveselilo, zato je začel vsem odražati svojo oholost. Oliver je bil eden izmed prvih, ki je začel razmišljati o Rolandovi »preponosnosti«. Sama pesnitev kot taka pripisuje Rolandu junaštvo, Oliverju pa modrost. In prav tukaj se stvari začno zapletati. Roland ne razume Oliverja, ko ga ta prosi, naj zatrobi v rog in pokliče pomoč. Posledično pa tudi Oliver ne razume Rolandove trme. Ko se je Roland odločil, da bo vendarle zatrobil v »olifant«, ni poklical na pomoč, temveč je pozval k maščevanju.

## Vpliv na svetovno in evropsko književnost in kulturo
Med letoma 1100 in 1275 – od Pesmi o Rolandu do Romana o vrtnici – sta francoska književnost in duhovna omika vzor za druge narode. Srednje visoka nemška književnost prevzema domala vse snovi francoskega pesništva, in po raziskavah Friedricha Panzerja se celo za Ep o Nibelungih izkaže, da je močno odvisen od francoskih virov. Francoska dvorska kultura vpliva do Norveške in Pirenejskega polotoka. Književnost francoskih epov in romanov se v širokem toku zliva proti Italiji, tam pa jo Boiardo in Ariosto pretočita v sijajno renesančno umetniško obliko.

### Literarne priredbe
Latinska pesem Carmen de Prodicione Guenonis je bila ustvarjena okrog leta 1120, latinska prozna verzija Historia Caroli Magni pa celo prej. Okrog leta 1170 je bila različica francoske pesmi prevedena v srednji visoki nemščini. Prevedel jo je Konrad der Pfaffe (mogoče tudi avtor dela Kaiserchronik), ki pa je francoske teme nadomestil z generičnimi krščanskimi. V 13. stoletju je bilo delo prevedeno v srednjo nizozemščino. Prav tako je pesem zaživela v oksitanskem verzu, in sicer v 14. in 15. stoletju v Pesmi o Ronsasvalsih, ki vsebuje kasnejšo južno estetiko v pesmi. Pesem o Rolandu obstaja tudi v stari skandinavščini; poznana je kot Saga Karlamagnús. Znan je tudi prevod v umetni francosko-beneški knjižni jezik. Ti prevodi so pripomogli k poznavanju zgodbe v Italiji. Leta 1516 je Ludovico Ariosto objavil svoje delo Orlando Furioso, v katerem najdemo veliko oseb, ki jih sprva spoznamo v Pesmi o Rolandu. Obstaja tudi ferska priredba, ki se imenuje Bitka za Roncevaux. Pesem je ena izmed mnogih, ki se pojejo med tradicionalnim ferskim ljudskim plesom.
Pomembno novost je uvedel v razvoj novega viteškega epa Matteo Maria Boiardo (1441–1494), ki je bil v službi ferrarske vladarske družine; tu so bili priljubljeni tudi srednjeveški viteški romani iz bretonskega cikla. Boiardo je napisal ep v stancah Zaljubljeni Orlando (Orlando innamorato, začet 1472, vendar nedokončan). Tu je združil motive karolinškega junaškega cikla z bretonskimi viteško-ljubezenskimi motivi. V tem smislu je preoblikoval zlasti lik Rolanda, zdaj italijanskega Orlanda. S tem so v ospredje renesančnih viteških epov prišli erotični motivi. Vrh je ta epika dosegla z Ariostom.
V renesansi ep dobiva drugačno funkcijo kot srednjeveški ep. Vzor takšnega renesančnega epa je Besneči Orlando (Orlando Furioso), ki ga je napisal Ludovico Ariosto (1474–1533). Nadaljeval je delo, ki ga je začel Matteo Maria Boiardo (1441–1494), in sicer je to delo Zaljubljeni Orlando (Orlando innamorato). Ariosto je na epu delal celo življenje.
Besneči Orlando je viteški ep, napisan v zavesti, da viteštvo pripada preteklosti, tisti, ki pa ga želi 'literarno oživiti', se mora posluževati domišljije, ironije in najti zadovoljstvo v prepletanju domišljije in resničnosti ter idealov. Njegovi vitezi so istočasno resnični in idealizirani ljudje viteških vrlin, živijo pa v nekem svetu, ki je 'čaroben' in v dobesednem smislu 'začaran', v prenesenem smislu pa na svoj način celo čudovit. Njihovi podvigi so nadčloveški, strasti in želje pa povsem običajne. Namišljene pokrajine in dogodki se lahko najpogosteje razlagajo kot aluzija v resničnosti.

### Moderne priredbe
Angleški progresivni rock band Van der Graaf Generator je posnel pesem Roncevaux, ki govori o slavni zgodbi. Tako norveški folk metal band Glittertind kot norveška polifonska vokalna skupina Trio Mediæval sta posnela priredbo zgodbe Pesmi o Rolandu. Tudi norveški pevec Erik Bye je naredil glasbeno priredbo zgodbe. Francoski črnski metalni band Peste Noire je uporabil delček zgodbe iz Pesmi o Rolandu kot besedilo v svoji pesmi La Fin del Secle. Pevec Warren Zevon je posnel pesem, ki se imenuje Roland the Headless Thompson Gunner; tudi ta vsebuje povezavo s Pesmijo o Rolandu. V tej pesmi Rolanda obglavi njegov plačanec Van Owen.
Italijanski skladatelj Luigi Dallapiccola je leta 1946 za mezzosopran in klavir ustvaril delo Rencesvals: Trois Fragments de la Chanson de Roland.
Pesem o Rolandu igra pomembno vlogo tudi v knjigi The Confidential Agent, ki jo je leta 1939 napisal Graham Greene. Glavni junak v njej preučuje srednji vek, ko izbruhne španska državljanska vojna in tako postane vojak ter tajni agent. V knjigi sebe in ostale junake primerja z junaki iz Pesmi o Rolandu.